# Altınyazı
Altınyazı är en by i distriktet Mucur som tillhör provinsen Kırşehir, Turkiet. Den ligger 29 km öster om staden Kırşehir och 210 km sydost om Ankara. I byn bor det cirka 204 personer.

## Historik
De första som bodde i byn var hettiterna, bysantinerna och till slut turkarna. Altınyazıs tidigare namn var Aflak efter en seldjuk-turkisk general. Det finns också en türbe (gravtorn) där Aflak babas grav ligger. I byn finns det en underjordisk antik stad och en gammal kyrka som är troligtvis kvar från Bysantinska riket.